# 니코 윌리암스
니콜라스 "니코" 윌리암스 아르투에르(스페인어: Nicholas "Nico" Williams Arthuer, 2002년 7월 12일 ~ )는 스페인의 축구 선수로, 현재 스페인 라리가의 아틀레틱 클루브에서 윙어로 활약하고 있다.

## 여담
니코 윌리암스는 현재 가나 축구 국가대표팀으로 뛰고 있는 이냐키 윌리암스의 동생이다.

## 출전 통계
| 클럽            | 시즌    | 출전 | 득점 | 도움 |
| --------------- | ------- | ---- | ---- | ---- |
| 아틀레틱 클루브 | 2020-21 | 2    | 0    | 0    |
| 아틀레틱 클루브 | 2021-22 | 40   | 3    | 1    |
| 아틀레틱 클루브 | 2022-23 | 43   | 9    | 5    |
| 아틀레틱 클루브 | 2023-24 | 37   | 8    | 16   |
| 아틀레틱 클루브 | 2024-25 | 45   | 11   | 7    |

## 수상

#### 아틀레틱 클루브
- 국왕컵 : 2023-24

#### 스페인
- UEFA 유로 : 2024
- UEFA 네이션스리그 준우승 : 2024-25

#### 개인
- UEFA 유로 토너먼트의 팀 : 2024
- UEFA 유로 결승전 MoM : 2024
- UEFA 유로파리그 시즌의 팀 : 2024-25
- 라리가 이 달의 플레이 : 2023년 8월, 12월
- 발롱도르 후보 : 2024